# Mythbuntu
Mythbuntu — заснована на Ubuntu операційна система для медіа-центрів. Мета цього проекту — максимально спростити установку MythTV на HTPC. Це робить її схожою на KnoppMyth та Mythdora.
Mythbuntu намагається бути близькою до Ubuntu, тому зміни можуть потрапити до апстріму. Mythbuntu має такий же цикл розробки, як і Ubuntu.

## Стільниця
Як оточення робочого столу використовується Xfce, та користувач може встановити інше оточення, наприклад, GNOME чи KDE. В поставку входить лише програмне забезпечення для роботи з медіа-файлами, як VLC, Amnux та Rhythmbox.